# Campanario de la iglesia de la Santísima Trinidad (Casas Altas)
El campanario de la iglesia de Santísima Trinidad corresponde a la torre de la parroquial de Casas Altas, municipio provincia de Valencia (Comunidad Valenciana, España).

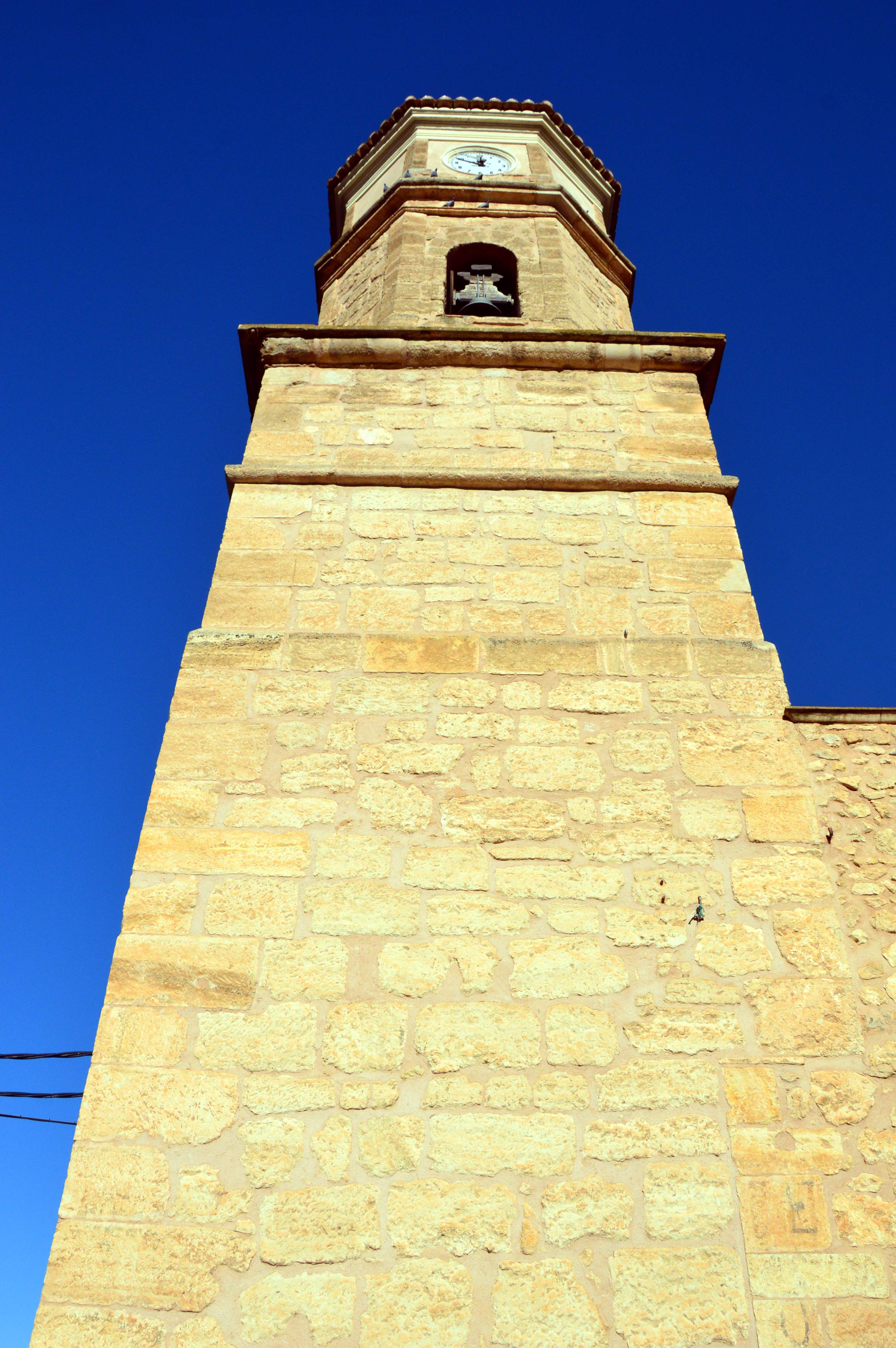
Vista parcial (meridional) del campanario de la parroquial de Casas Altas (2018).

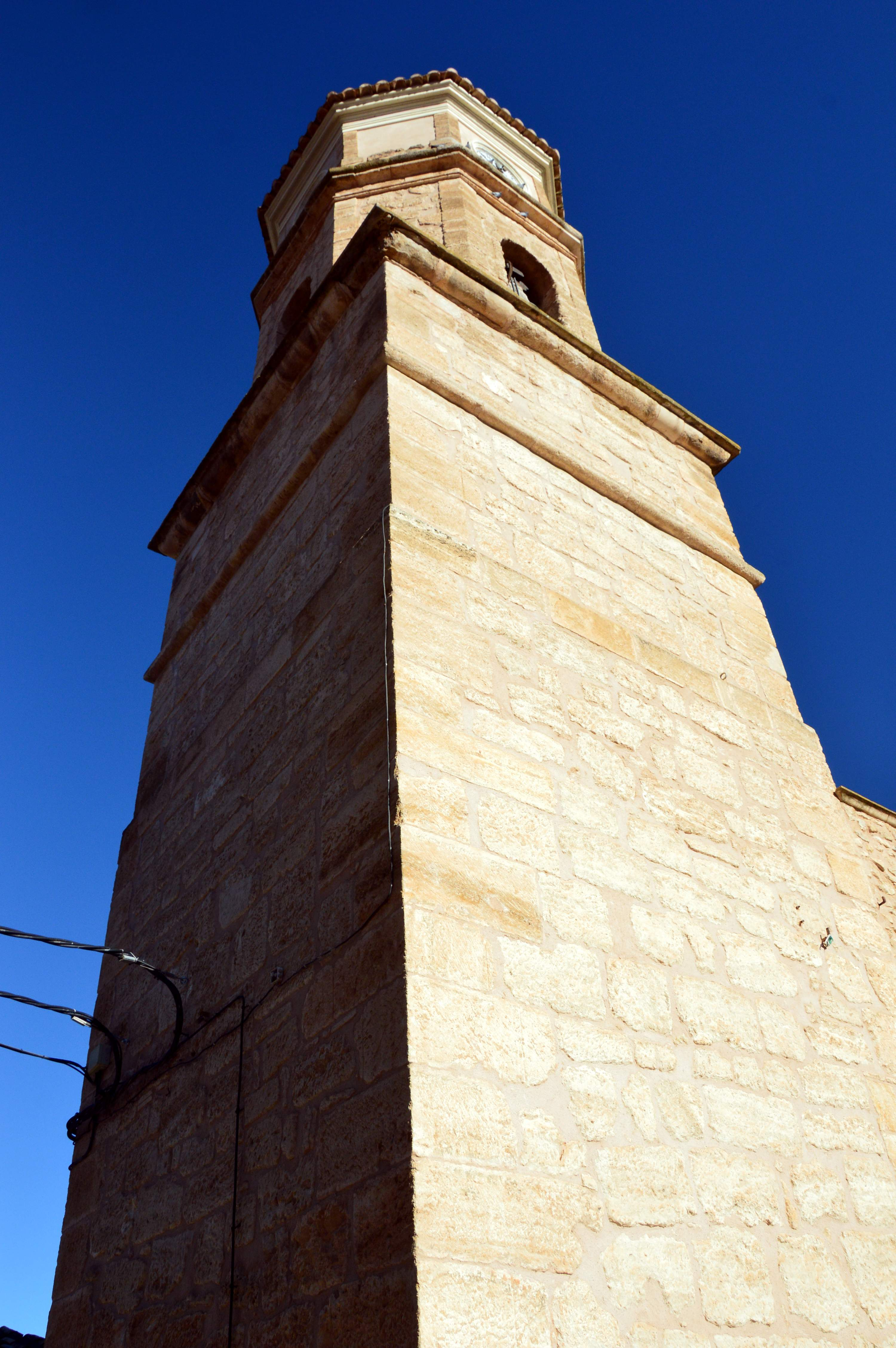
Vista parcial (suroccidental) del campanario de la parroquial de Casas Altas (2018).

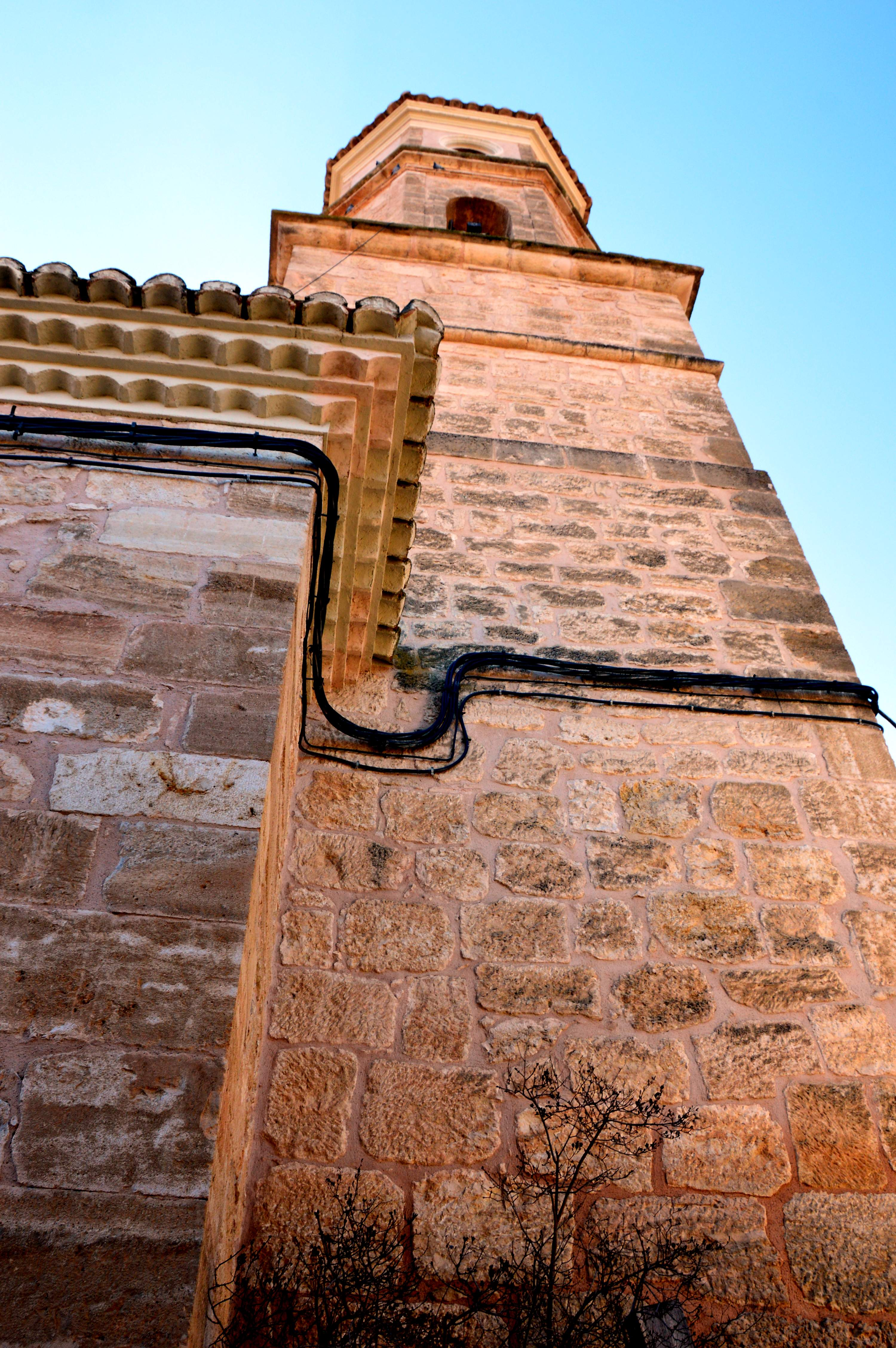
Vista parcial (septentrional) del campanario de la parroquial de Casas Altas (2018).

La parte más antigua del templo data de principios del siglo XVII (1615), la más moderna procede de los años treinta del siglo XIX (1837), mientras que la torre campanario data de la segunda mitad del mismo siglo. Tiene la condición de Bien de Relevancia Local.

## Precedentes históricos
Casas Altas (antiguamente, Casas del Río Altas) fue una pedanía de Ademuz hasta su emancipación para constituirse en municipio independiente mediado el siglo XIX (1845). Al respecto del término, Madoz (1847) refiere que «no lo tiene todavía deslindado; pues habiendo sido hasta ahora una aldea dependiente de Ademuz, ha podido conseguir poco ha su emancipación».-
Su templo, inicialmente una pequeña ermita en estilo tradicional (planta rectangular, cubierta a dos aguas y espadaña a los pies), se construyó a principios del siglo XVII (1615). 
Su topónimo figura en las relaciones ad limina de los obispos de Segorbe de mediados del siglo XVII (1656), junto a las demás aldeas de Ademuz (Sesga, Mas del Olmo, Casas Bajas, Soto y Sabina).- Pero hasta finales del mismo siglo (1772) no alcanza la categoría de vicaría -al mismo tiempo que Casas Bajas, Mas del Olmo, Negrón, Sesga y Arroyo Cerezo: todas ellas vieron confirmado su estatus con la aprobación Real en 1780.
Al finalizar la primera mitad del siglo XIX (1847), comenta Madoz que Casas Altas tiene «una iglesia vicaria (la Santísima Trinidad), servida por un coadjutor que presenta el cura de Ademuz, de cuya parroquia es aneja, un sacristán que nombre el ayuntamiento».
A la iglesia de Casas Altas, el título de parroquia no le llegó hasta mediados del siglo XIX (1851), en tiempo del obispo Domingo Canubio y Alberto (1848-1864).-

## Historia
Cabe pensar que la pequeña ermita de principios del siglo XVII resultó insuficiente para dar servicio religioso a una población creciente, motivo por el que en los años treinta del siglo XIX (1837) se amplía el templo hacia el norte, construyendo una nave adosada a la cabecera del ermitorio inicial. Bajo el alero de la esquina nororiental del templo hay una piedra con una inscripción que alude al maestro de obras (cantero) que levantó esta parte del templo, y la fecha:

Juan Morata de Corvalán/ 1837

Años después, ya en la segunda mitad del siglo XIX, se construye la torre campanario, situada a la cabecera del templo, con un recinto intermedio que sirve de sacristía.
Según un informe del párroco (Fernando Ribes Sastre) de mediados del siglo XX (1963), la torre campanario posee «dos campanas; no hay reloj de sol ni de torre». El templo «sufrió desperfectos durante la guerra de 1936, y fue casi totalmente reconstruido, recibiendo una ayuda del Estado de 6.000 pesetas».

## Ubicación y descripción
Se alza en la cabecera del templo (lado del evangelio), está en línea de fachada con el recinto de la sacristía y forma ángulo con el muro occidental del templo, cerrando parcialmente la plaza de Serafín Manzano al septentrión.
Basada en mampostería de piedra encarada, posee alto zócalo en la base y tres cuerpos de torre: el primero de planta cuadrangular con esquinas de cantería y amplia cornisa volada, y dos superiores de sección octogonal: uno alberga el piso de campanas y el más alto la esfera del reloj. La cobertura es de tejas vidriadas (blancas y azules), coronada por vástago de hierro con cruz y veleta de forja.
En la fachada meridional, que da a la plaza de Serafín Manzano, posee una pequeña puerta enmarcada en cantería que da acceso a un somero recinto que sirve de almacén.
A la torre campanario de accede a través de la sacristía, mediante escalera de tipo castellano (adosada a los muros que la forman), con cañizos en las correas.

## Campanas de la iglesia de la Trinidad
El piso de campanas posee cuatro vanos para los bronces, orientados a los cuatro puntos cardinales -aunque solo tres se hallan ocupados-:

### Campana Santa Cruz
- Autor': Moisés Díez (Palencia).
- Diámetro de boca: 48 cm.
- Peso: 64 kg.
- Año de fundición: 1922.
- Epigrafía: «Moisés Díez Palencia Año 1922 HOC SIGNO VINCES/ 2670».
- Valoración:Campana interesante, caso de rotura puede refundirse previa documentación.

### Campana San Vicente
- Autor: Manuel Roses Vidal (Valencia).
- Diámetro de boca: 64 cm.
- Peso: 152 kg.
- Año de fundición: 1940.
- Epigrafía: «SAN VICENTE/ 1940/ CASAS ALTAS».
- Valoración: Campana sin ningún valor, puede refundirse previa documentación.

### Campana Santa María
- Autor: Hermanos Portilla (Gajano).
- Diámetro de boca: 56 cm.
- Peso: 102 kg.
- Año de fundición: 2003.
- Valoración:Campana interesante, caso de rotura puede refundirse previa documentación.

Además de las situadas en el campanario, la parroquial posee tres campanas más:
- Virgen del Amor Hermoso (en la espadaña de la entrada): Autor: Autor: Salvador Manclús (Valencia), Diámetro de boca: 36 cm. Peso: 27 kg. Año de fundición: 1991. Epigrafía:[12]-[13]

- Santísima Trinidad (en la espadaña de la entrada): Autor: Salvador Manclús (Valencia). Diámetro de boca: 42 cm. Peso: 43 kg. Año de Fundición: 1991. Epigrafía:[14]-[13]

- Santísima Trinidad (en la sacristía): Autor: Hermanos Portilla (Gajano). Diámetro de boca: 25 cm. Peso: 9 kg. Año de fundición: 2005.[15]

El conjunto de campanas fue restaurado por Industrias Manclús (Valencia), mecanizándolas y añadiendo una nueva (2003). Dada la condición de Bien de Relevancia Local, las intervenciones en las campanas deben comunicarse a la Dirección General del Patrimonio Cultural Valenciano adjuntando el proyecto previamente al inicio de los trabajos.

## Galería

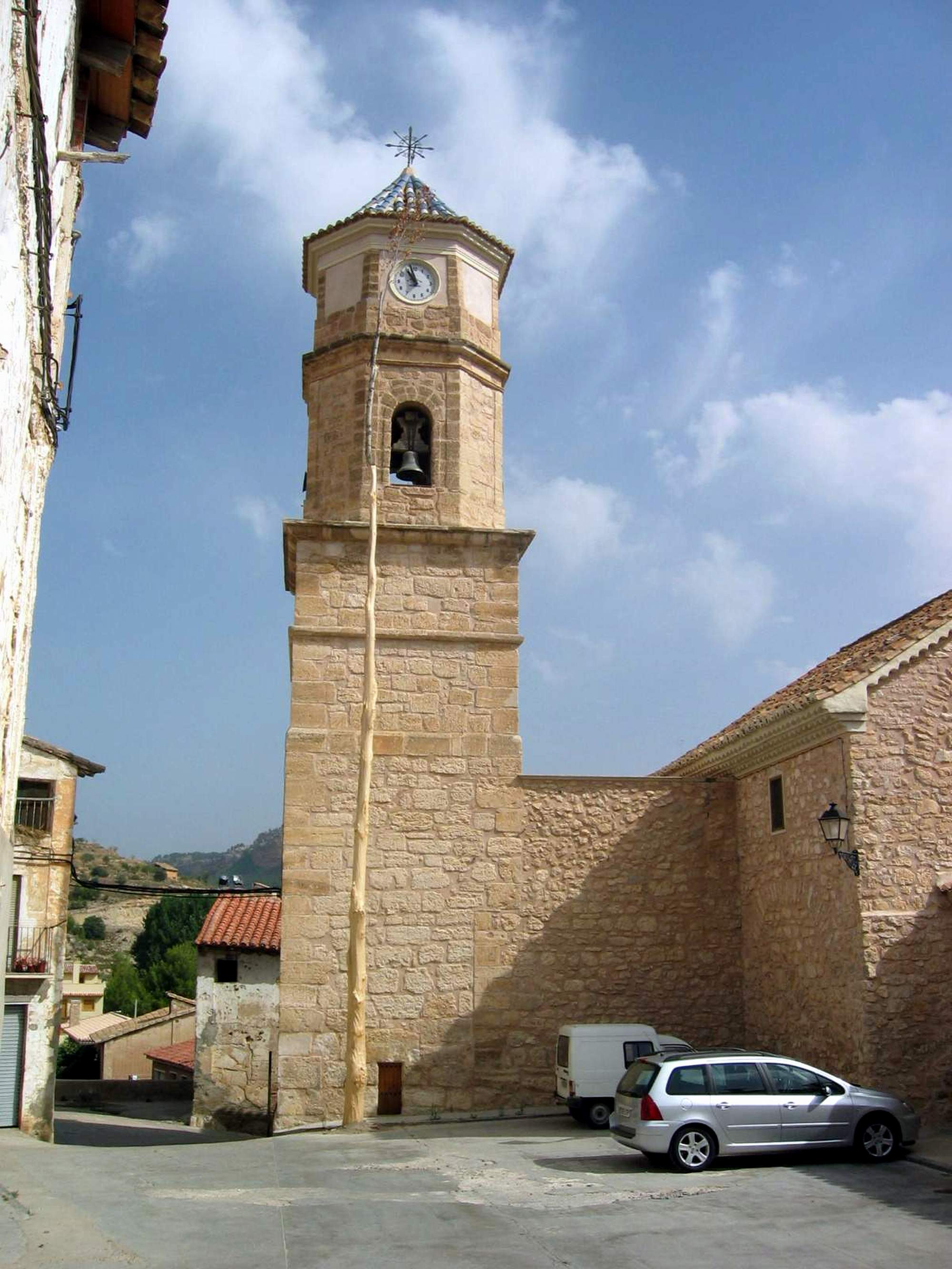
Vista parcial (meridional) de la parroquial de Casas Altas, con detalle del campanario (2004).
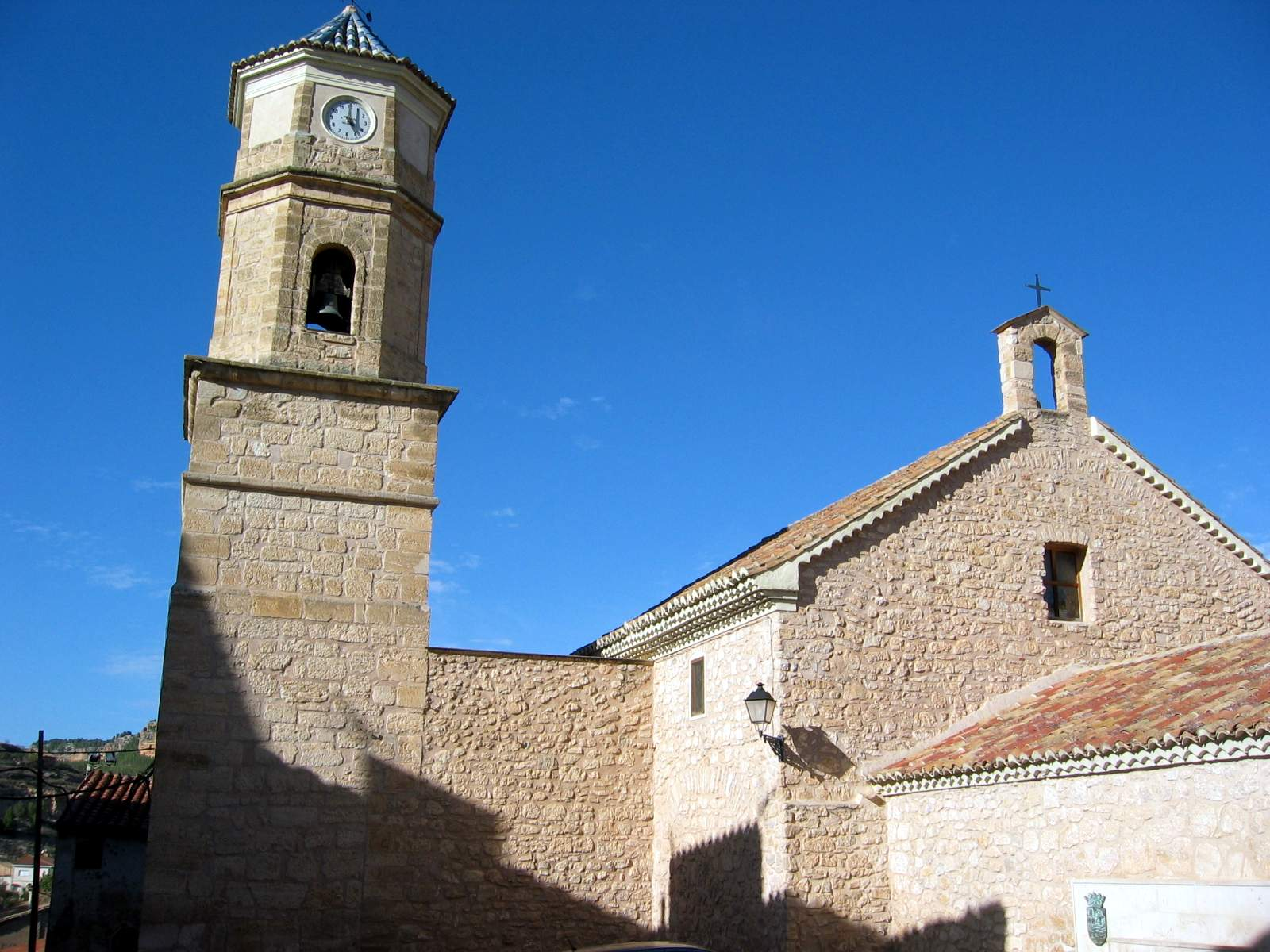
Vista parcial (meridional) de la parroquial de Casas Altas, con detalle del campanario (2013).
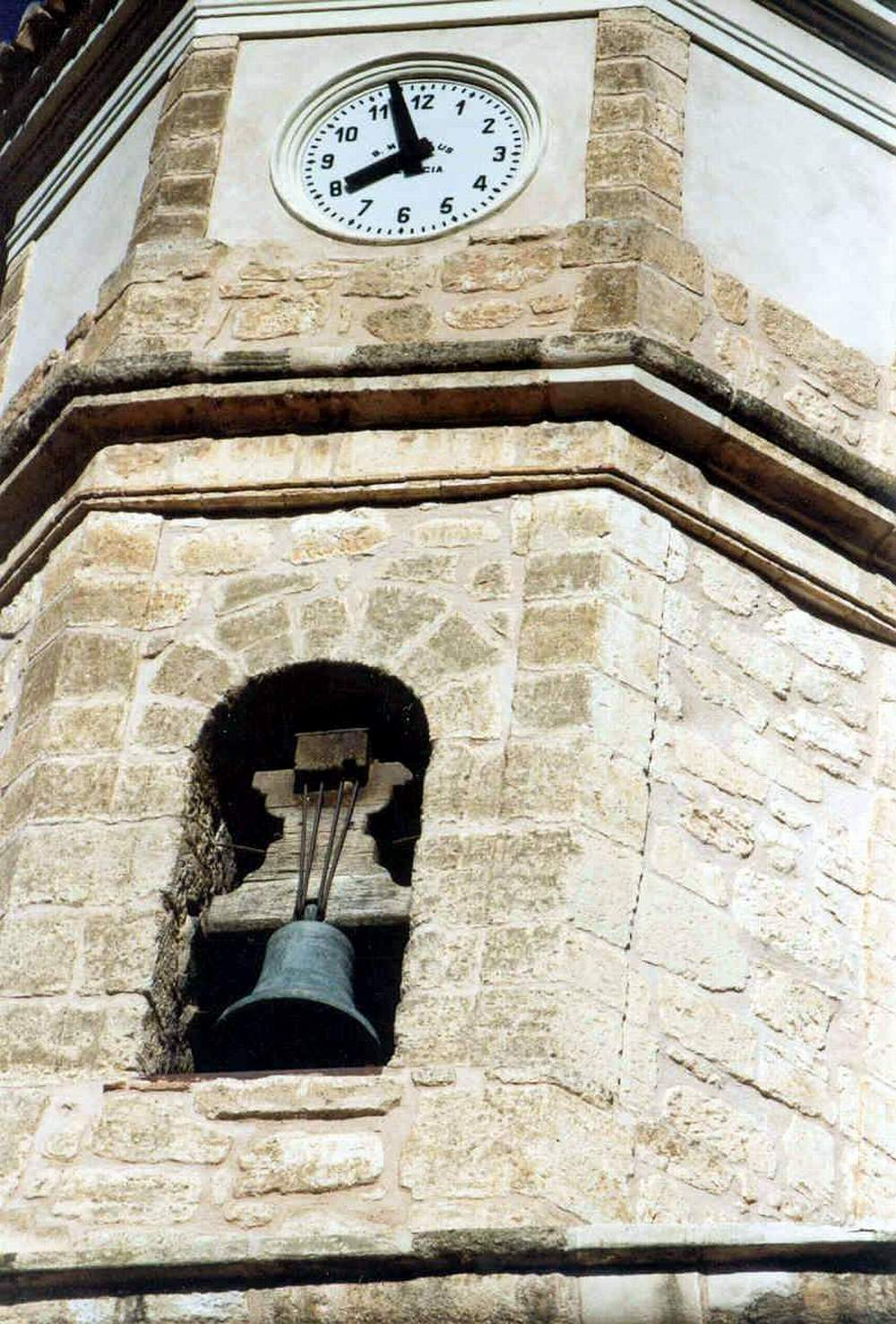
Detalle del campanario de la iglesia parroquial de Casas Altas, fachada meridional (2006).
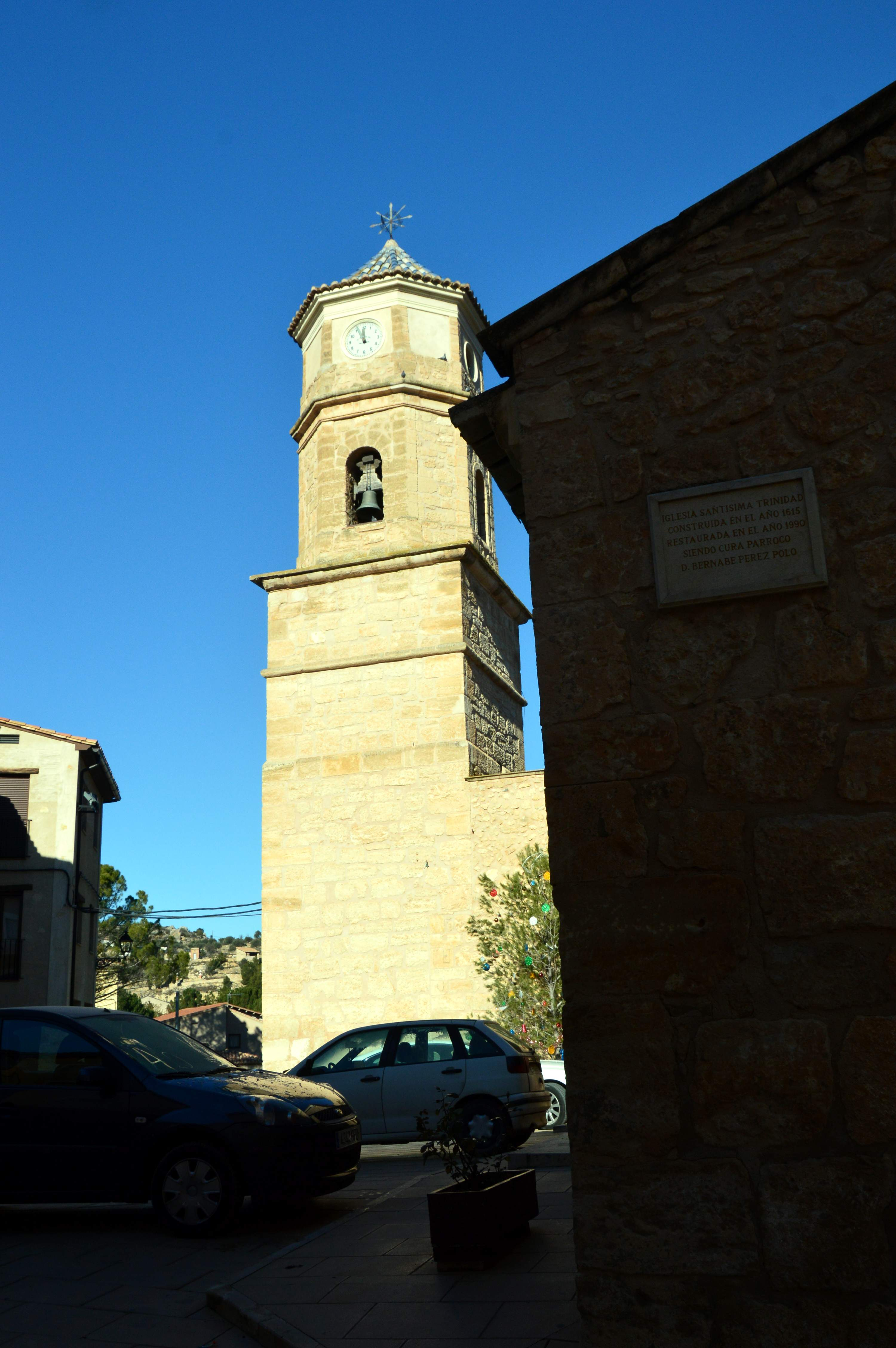
Vista general (suroriental) del campanario de la parroquial de Casas Altas (2018).